# 박지상 (배우)
박지상(2004년 11월 4일~)은 대한민국의 배우이다.

## 학력
- 한양대학교 영상연기학과 (재학)

## 드라마
- 2025년 KBS1 저녁 일일연속극 《대운을 잡아라》 ... 한태하 역